# Jorge Antonio Serrano Elías
Jorge Antonio Serrano Elías (Ciutat de Guatemala, 26 d'abril de 1945) és un expresident que va governar Guatemala constitucionalment de 1991 a 1993 i va presidir una curta dictadura de set dies al cap d'un autocop d'estat.